# Hells Bells
«Hells Bells» (з англ. — «Дзвони пекла», «Пекельні дзвони») — пісня австралійського хард-рок гурту AC/DC. Перший трек альбому Back in Black, випущенного в 1980 році. Також пісня увійшла в альбом Who Made Who, (який є саундтреком до фільму Стівена Кінга «Максимальне прискорення» (Maximum Overdrive))
Пісня починається зі звуків ударів дзвона, які повторюються загалом 13 разів. Після четвертого удару (на 20-ій секунді) вступає соло-гітарист Ангус Янґ і його брат, Малколм Янґ, на ритм-гітарі. Пізніше вступають барабанщик Філ Радд і басист Вільямс Кліфф. Слова, які виконує Браян Джонсон, описують, що оповідач атакує і забирає свою жертву в пекло, і це буде супроводжуватись такими природними явищами як дощ, гроза та ураган.
Ця пісня, як і деякі інші з альбому Back in Black, присвячена вокалісту групи Бону Скотту, який загинув у 1980 році.

## Кавер-версії
- Американський дез-метал гурт Six Feet Under записав кавер-версію пісні, яка увійшла в альбом Graveyard Classics-2, який є кавером альбому Back in Black[4]
- Гурт Hayseed Dixie виконав кавер пісні в стилі кантрі[5]
- Німецький гурт Gregorian, який виконує пісні в стилі, що імітує григоріанський спів, записав кавер пісні, яка увійшла в альбом The Dark Side Of The Chant[6]

## Використання в популярній культурі
- Український боксер Віталій Кличко використовував цю пісню під час свого виходу на ринг.
- Пісня звучить в першому епізоді третього сезону американського телесеріалу «Надприродне».

## Позиції в чартах
| Чарт (1981)                    | Позиція |
| ------------------------------ | ------- |
| Німеччина German Singles Chart | 25      |
| США U.S. Mainstream Rock       | 50      |

## Склад
- Браян Джонсон — вокал
- Ангус Янґ — соло-гітара
- Малколм Янґ — ритм-гітара, бек-вокал
- Вільямс Кліфф — бас-гітара, бек-вокал
- Філ Радд — ударні

## Текст і переклад пісні
| I'm a rolling thunder, a pouring rain I'm comin' on like a hurricane My lightning's flashing across the sky You're only young but you're gonna die Приспів I won't take no prisoners, won't spare no lives Nobody's putting up a fight I got my bell, I'm gonna take you to hell I'm gonna get you, Satan get you Hell's bells Yeah, hell's bells You got me ringing hell's bells My temperature's high, hell's bells I'll give you black sensations up and down your spine If you're into evil you're a friend of mine See the white light flashing as I split the night 'Cause if good's on the left, Then I'm stickin' to the right Приспів Hell's bells, Satan's comin' to you Hell's bells, he's ringing them now Hell's bells, the temperature's high Hell's bells, across the sky Hell's bells, they're takin' you down Hell's bells, they're draggin' you around Hell's bells, gonna split the night Hell's bells, there's no way to fight, yeah Hell's bells | Я пронизливий грім та страшна злива Я насуваюсь наче ураган Мої блискавки спалахують по всьому небу Ти ще молодий, але ти помреш Приспів Я не братиму бранців, не залишу жодного життя Ніхто не чинитиме мені опір В мене є мої дзвони, я заберу тебе до пекла Я заберу тебе, Сатана забере тебе Дзвони пекла Так, дзвони пекла Через тебе я дзвоню у дзвони пекла Я весь палаю, дзвони пекла Я викликатиму в тебе неприємні відчуття по всьому хребту Якщо ти належиш до сторони зла, ти мій друг Дивись, як біла блискавка спалахує коли я пронизую ніч Тому що якщо добро зліва, То я триматимусь права Приспів Дзвони пекла, Сатана йде за тобою Дзвони пекла, він дзвонить у них Дзвони пекла, все палає Дзвони пекла, по всьому небу Дзвони пекла, вони заберуть тебе Дзвони пекла, вони затягнуть тебе Дзвони пекла, пронизують ніч Дзвони пекла, супротив марний Дзвони пекла |